# Mancomunitat de Serveis Beneixama, el Camp de Mirra i la Canyada
La Mancomunitat de Serveis Beneixama, el Camp de Mirra i la Canyada és una mancomunitat de municipis de la comarca de l'Alt Vinalopó (País Valencià). Aglomera tres municipis (Beneixama, el Camp de Mirra i la Canyada) i 3.274 habitants, en una extensió de 75,80 km². El 2007 la mancomunitat era presidida per Antonio Teodoro Valdés Vidal, del Partit Popular i regidor de l'ajuntament de Beneixama. Les seues competències són:
- Aigües potables
- Camins rurals
- Manteniment de jardins
- Neteja viaria
- Organització d'actes culturals
- Recollida de residus sòlids urbans
- Serveis socials
- Transports públics
- Urbanisme